# MVM TV
A MVM TV foi um canal de moda, vida e música, com 24 horas dedicado à população de diversos países. Começou por ser um canal de televisão online, e esteve presente nas grelhas da NOS (posição 158), Cabovisão (posição 17), TV Cabo Angola (posição 57) e TV Cabo Moçambique (posição 20). 

## Histórico
A MVM TV foi lançada na internet em 2007 e passou a ser transmitida pela operadora TvTel em fevereiro de 2008.

## Conteúdo
A sua programação foi diversificada. Durante 24 horas por dia, a MVM TV apostou nas entrevistas a DJ's nacionais e internacionais, teve exclusividade do programa Defected TV em Portugal e conta com programas feitos pelos próprios artistas, como é o caso da Mastiksoul TV. 
A MVM TV (Moda, Vida e Música) desenvolveu uma grelha com conteúdos em Angola, para África. Desenvolver o mercado televisivo e comercial do país, respeitar a história, os costumes e os valores, investir na qualidade e formação foram alguns dos objetivos do canal. [carece de fontes?]
Contou com 667.000 assinantes (dados fornecidos pela NOS).
A MVM terminou as suas emissões no dia 3 de novembro de 2020, juntamente com o Regiões TV.